# West Fork Township (comté de Franklin, Iowa)
West Fork Township est un township, du comté de Franklin en Iowa, aux États-Unis,.
Il est fondé en 1868.